# Léon Paul Ngoulakia
 (août 2023).
Léon Paul Ngoulakia, parfois écrit Léon-Paul Ngoulakia, né le 12 juillet 1958 à Akiéni, dans la province du Haut-Ogooué, est un homme politique et homme d'affaires gabonais, fondateur du parti politique Patriote et Républicain.

## Biographie

### Jeunesse et études
Léon Paul Ngoulakia est né le 12 juillet 1958, à Akiéni, chef-lieu du département Lékoni-Lékori, dans la province du Haut-Ogooué. Il est le fils aîné d'Emery Pierre Claver Ngoulakia, ancien instituteur dans le village et député du département Lékoni-Djoué. Sa mère, Mpinoboumou Emma Rose, était animatrice régionale et deviendra l’une des premières Miss Haut-Ogooué[réf. nécessaire][Quand ?]. Il est cousin d'Ali Bongo,,.
Léon Paul Ngoulakia a reçu une éducation catholique et été baptisé à l’église St-Jérôme d’Akiéni[réf. nécessaire]. Il passe son enfance à Akiéni jusqu’à l’âge de 9 ans et ensuite s’installe à Libreville en 1967 où il poursuivra ses études primaires à l’école urbaines des garçons et y sera interne. Dans sa jeunesse, il a étudié au lycée Léon Mba entre 1970 et 1978.

### Carrière politique
En 1983, il intègre le cabinet politique président de la République du Gabon en qualité de Directeur Adjoint où il découvre et apprend les rouages de l’administration publique mais aussi la stratégie politique. Il devient aussi vice-président du Conseil d’administration de la Société gabonaise du développement de l’élevage (SOGADEL).
Il est appelé par le Président de la République Omar Bongo en 1983, intégrant le cabinet politique de ce dernier en tant que Directeur Adjoint, et devient membre du Parti Démocratique Gabonais (PDG). Il occupe ce poste pendant 8 ans, période durant laquelle il côtoie des personnalités politiques importantes du Gabon telles que Léon Augé, Georges Rawiri, et Paul Malékou. Il sera avec d’autres à l'origine de la création du mouvement des Rénovateurs dans les années 1990 au sein du PDG qui jouera un rôle majeur dans l’instauration du multipartisme et de la démocratie au Gabon. Il aura de nombreux collaborateurs comme notamment Jean Ping,, François Engongah Owono, et Daniel Ona Ondo. Après la conférence nationale qui s’est tenue du 27 mars au 19 avril 1990, il quitte l’instance dirigeante du PDG qu’est le Comité Central, qu’il avait intégré en 1986, en tant que membre et redevient simple militant.
En 1991, il démissionne de son poste de Directeur Adjoint du cabinet politique d'Omar Bongo pour travailler dans le secteur privé. En 2004, sur demande d'Omar Bongo, il réintègre les instances dirigeantes du parti de masse en tant que membre du bureau politique lors du congrès de la refondation. Poste qu’il occupera jusqu’à sa démission du parti au pouvoir en octobre 2015,,. « Après une longue période de réflexion et d’hésitation, j’ai donc pris la décision de démissionner du Parti Démocratique Gabonais », affirme-t-il lors d'un communiqué officiel. Il quitte le parti le 19 octobre 2015 et décide de fonder le mouvement politique Patriote et Républicain.
En 2002, il devient président de CICA-Ré, Compagnie Commune de Réassurance des États Membres de la Conférence Interafricaine des Marchés d'Assurances, où il est reconduit en 2004 à sa tête.
Après l’élection présidentielle de 2009, il est nommé Secrétaire Général du Conseil National de Sécurité qui est rattaché à la présidence de la République, et devient le patron du service de coordination des renseignements gabonais.
En 2013, il est nommé Directeur de la caisse de stabilisation et de péréquation (CAISTAB), une institution para-publique qui a pour principal objectif de réguler les frais de transport et de stockage liés à la distribution des produits pétroliers au Gabon. Il y siège jusqu'en 2016,. Cette même année, il porte plainte contre Ali Bongo, contestant la nationalité gabonaise du chef de l'Etat.
En 2023, il démissionne du parti d’opposition Les Démocrates de Guy Nzouba-Ndama et se rallie à Jean Ping.

## Distinctions
- Médaille d’honneur de la Gendarmerie nationale (Gabon),
- Chevalier dans l’ordre de l’étoile équatoriale (Gabon),
- Commandeur dans l’ordre National du mérite Gabonais (Gabon)
- Décoré Chevalier dans l’ordre du Mono (Togo), par le Président Togolais Faure Gnassingbé Eyadema. (2008)

### Autres distinctions
En 2014, il reçoit une médaille d’honneur de la CICA-Ré, à Abidjan, des mains du Ministre ivoirien de l’économie et des finances, Kaba Nialé, à titre de reconnaissance de l’œuvre accomplie au sein de l’organisme dont il a eu la charge de Présidé le Conseil d’Administration pendant 12 ans. À titre honorifique la salle polyvalente du siège de la CICA-Ré, à Lomé, au Togo, porte son nom.
Le 13 décembre 2014, il est primé au Conseil International des Managers Africains avec l’obtention de l’Oscar du leadership des Managers Africains, à Paris, pour l’exemplarité de son management et son assiduité au développement croissant de l’organisme dont il a eu la charge.